# NBA-Draft 2012

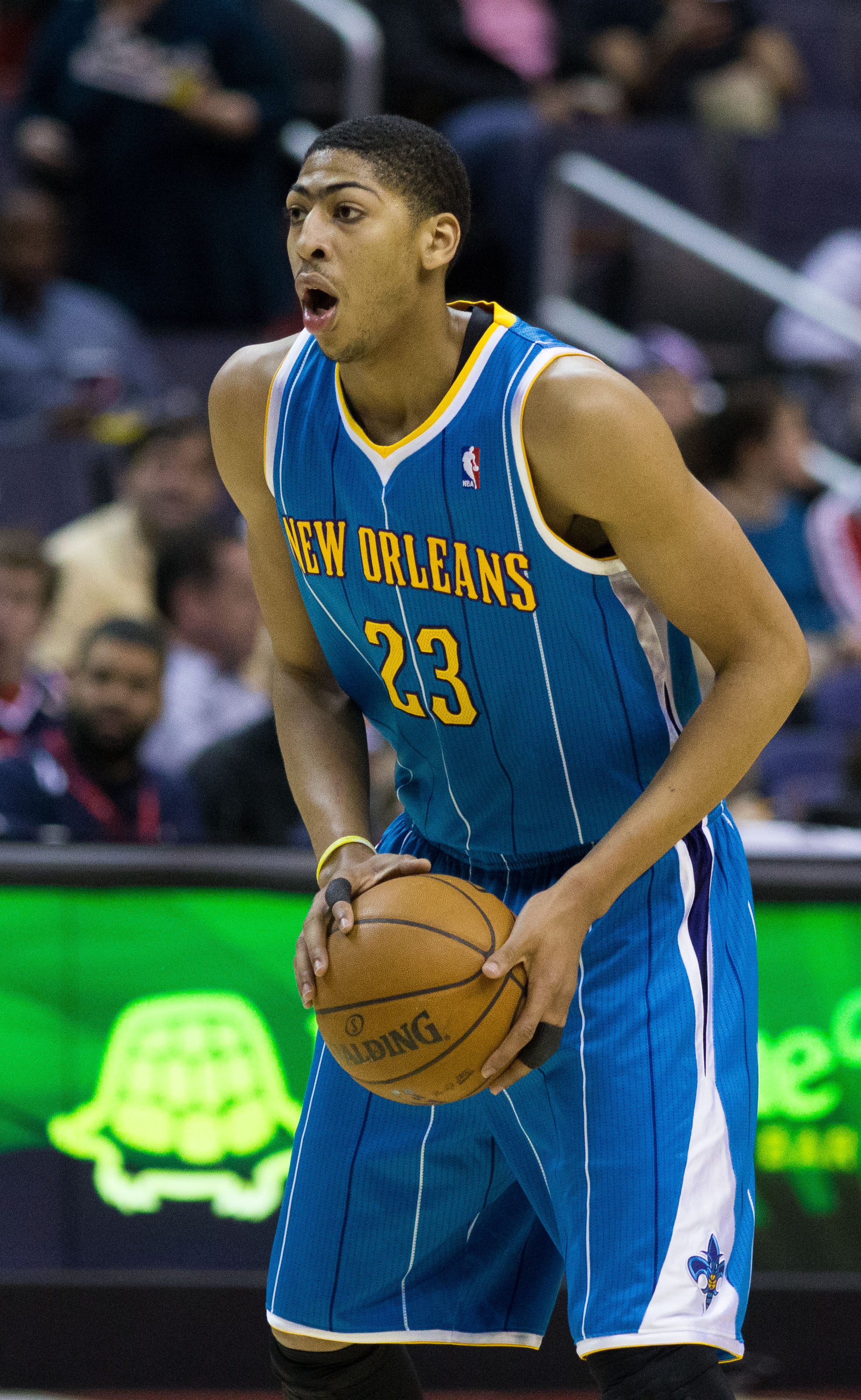
Anthony Davis, New Orleans Hornets

Der NBA-Draft 2012 wurde am 28. Juni 2012 im Prudential Center in Newark, New Jersey durchgeführt. In zwei Draftrunden konnten sich die 30 NBA-Teams die Rechte an 60 Nachwuchsspielern aus der Collegeliga NCAA und dem Ausland sichern.
Bei der Draft-Lotterie am 30. Mai 2012 wurde die endgültige Auswahlreihenfolge ermittelt. Bei dieser gewichteten Lotterie nahmen die 14 Mannschaften teil, die sich nicht für die Playoffs der Saison 2011/12 qualifizieren konnten. Die New Orleans Hornets gewannen die Lotterie vor den Charlotte Bobcats und den Washington Wizards.
Alle Spieler, die sich zum Draft anmeldeten, mussten unabhängig von Schulabschluss oder Nationalität vor dem 31. Dezember 1993 geboren sein. Wenn sie kein „internationaler Spieler“ waren, musste zwischen dem Tag der Anmeldung und dem letzten High-School-Jahr mindestens ein Jahr vergangen sein.
Anthony Davis wurde als erster Spieler durch die New Orleans Hornets ausgewählt. Dahinter landete mit Michael Kidd-Gilchrist, sein Teamkollege auf der University of Kentucky, auf Platz 2 für die Charlotte Bobcats. Damit wurde zum ersten Mal in der Draftgeschichte zwei Spieler vom selben College an Position eins und zwei gedraftet. Die Top 3 komplettierte Bradley Beal, der zu den Washington Wizards wechselt.

## Runde 1
Abkürzungen: PG = Point Guard, SG = Shooting Guard, SF = Small Forward, PF = Power Forward, C = Center; Fr. = Freshman, So. = Sophomore, Jr. = Junior, Sr. = Senior 
| Nr. | Name                   | Position | Nationalität                   | NBA-Team                                                   | vorheriges Team/College |
| --- | ---------------------- | -------- | ------------------------------ | ---------------------------------------------------------- | ----------------------- |
| 1   | Anthony Davis          | PF/C     | Vereinigte Staaten             | New Orleans Hornets                                        | Kentucky (Fr.)          |
| 2   | Michael Kidd-Gilchrist | SF       | Vereinigte Staaten             | Charlotte Bobcats                                          | Kentucky (Fr.)          |
| 3   | Bradley Beal           | SG       | Vereinigte Staaten             | Washington Wizards                                         | Florida (Fr.)           |
| 4   | Dion Waiters           | SG       | Vereinigte Staaten             | Cleveland Cavaliers                                        | Syracuse (So.)          |
| 5   | Thomas Robinson        | PF       | Vereinigte Staaten             | Sacramento Kings                                           | Kansas (Jr.)            |
| 6   | Damian Lillard         | PG       | Vereinigte Staaten             | Portland Trail Blazers (von Brooklyn)                      | Weber State (Jr.)       |
| 7   | Harrison Barnes        | SF       | Vereinigte Staaten             | Golden State Warriors                                      | North Carolina (So.)    |
| 8   | Terrence Ross          | SG/SF    | Vereinigte Staaten             | Toronto Raptors                                            | Washington (So.)        |
| 9   | Andre Drummond         | C        | Vereinigte Staaten             | Detroit Pistons                                            | Connecticut (Fr.)       |
| 10  | Austin Rivers          | SG/PG    | Vereinigte Staaten             | New Orleans Hornets (von Minnesota via L.A. Clippers)      | Duke (Fr.)              |
| 11  | Meyers Leonard         | C/PF     | Vereinigte Staaten             | Portland Trail Blazers                                     | Illinois (So.)          |
| 12  | Jeremy Lamb            | SG       | Vereinigte Staaten             | Houston Rockets (von Milwaukee)                            | Connecticut (So.)       |
| 13  | Kendall Marshall       | PG       | Vereinigte Staaten             | Phoenix Suns                                               | North Carolina (So.)    |
| 14  | John Henson            | PF/C     | Vereinigte Staaten             | Milwaukee Bucks (von Houston)                              | North Carolina (Jr.)    |
| 15  | Maurice Harkless       | SF       | Puerto Rico Vereinigte Staaten | Philadelphia 76ers                                         | Syracuse (Fr.)          |
| 16  | Royce White            | PF       | Vereinigte Staaten             | Houston Rockets (von New York)                             | Iowa State (So.)        |
| 17  | Tyler Zeller           | C        | Vereinigte Staaten             | Dallas Mavericks (nach Cleveland getradet)                 | North Carolina (Sr.)    |
| 18  | Terrence Jones         | PF       | Vereinigte Staaten             | Houston Rockets (von Utah via Minnesota)                   | Kentucky (So.)          |
| 19  | Andrew Nicholson       | PF       | Kanada                         | Orlando Magic                                              | St. Bonaventure (Sr.)   |
| 20  | Evan Fournier          | SG/SF    | Frankreich                     | Denver Nuggets                                             | Poitiers Basket 86      |
| 21  | Jared Sullinger        | PF/C     | Vereinigte Staaten             | Boston Celtics                                             | Ohio State (So.)        |
| 22  | Fab Melo               | C        | Brasilien                      | Boston Celtics (von L.A. Clippers via Oklahoma City)       | Syracuse (So.)          |
| 23  | John Jenkins           | SG       | Vereinigte Staaten             | Atlanta Hawks                                              | Vanderbilt (Jr.)        |
| 24  | Jared Cunningham       | SG       | Vereinigte Staaten             | Cleveland Cavaliers (von L.A. Lakers nach Dallas getradet) | Oregon State (Jr.)      |
| 25  | Tony Wroten            | PG       | Vereinigte Staaten             | Memphis Grizzlies                                          | Washington (Fr.)        |
| 26  | Miles Plumlee          | C        | Vereinigte Staaten             | Indiana Pacers                                             | Duke (Sr.)              |
| 27  | Arnett Moultrie        | PF       | Vereinigte Staaten             | Miami Heat (nach Philadelphia getradet)                    | Mississippi State (Jr.) |
| 28  | Perry Jones            | PF/SF    | Vereinigte Staaten             | Oklahoma City Thunder                                      | Baylor (So.)            |
| 29  | Marquis Teague         | PG       | Vereinigte Staaten             | Chicago Bulls                                              | Kentucky (Fr.)          |
| 30  | Festus Ezeli           | C        | Nigeria                        | Golden State Warriors (von San Antonio)                    | Vanderbilt (Sr.)        |

## Runde 2
| Nr. | Name                      | Position | Nationalität       | NBA-Team                                                              | vorheriges Team/College  |
| --- | ------------------------- | -------- | ------------------ | --------------------------------------------------------------------- | ------------------------ |
| 31  | Jeffery Taylor            | SF       | Schweden           | Charlotte Bobcats                                                     | Vanderbilt (Sr.)         |
| 32  | Tomáš Satoranský          | PG       | Tschechien         | Washington Wizards                                                    | CDB Sevilla              |
| 33  | Bernard James             | C        | Vereinigte Staaten | Cleveland Cavaliers (nach Dallas getradet)                            | Florida State (Sr.)      |
| 34  | Jae Crowder               | SF       | Vereinigte Staaten | Cleveland Cavaliers (von New Orleans via Miami nach Dallas getradet)  | Marquette (Sr.)          |
| 35  | Draymond Green            | PF       | Vereinigte Staaten | Golden State Warriors (von Brooklyn)                                  | Michigan State (Sr.)     |
| 36  | Orlando Johnson           | SG       | Vereinigte Staaten | Sacramento Kings (nach Indiana getradet)                              | UC Santa Barbara (Sr.)   |
| 37  | Quincy Acy                | PF       | Vereinigte Staaten | Toronto Raptors                                                       | Baylor (Sr.)             |
| 38  | Quincy Miller             | SF       | Vereinigte Staaten | Denver Nuggets (von Golden State via New York)                        | Baylor (Fr.)             |
| 39  | Khris Middleton           | SG       | Vereinigte Staaten | Detroit Pistons                                                       | Texas A&M (Sr.)          |
| 40  | Will Barton               | SG       | Vereinigte Staaten | Portland Trail Blazers (von Houston via Minnesota)                    | Memphis (So.)            |
| 41  | Tyshawn Taylor            | PG       | Vereinigte Staaten | Portland Trail Blazers (nach Brooklyn getradet)                       | Kansas (So.)             |
| 42  | Doron Lamb                | SG       | Vereinigte Staaten | Milwaukee Bucks                                                       | Kentucky (So.)           |
| 43  | Mike Scott                | PF       | Vereinigte Staaten | Atlanta Hawks (von Phoenix)                                           | Virginia (Sr.)           |
| 44  | Kim English               | SG       | Vereinigte Staaten | Detroit Pistons (von Houston)                                         | Missouri (Sr.)           |
| 45  | Justin Hamilton           | C        | Vereinigte Staaten | Philadelphia 76ers (nach Miami getradet)                              | LSU (Sr.)                |
| 46  | Darius Miller             | SF       | Vereinigte Staaten | New Orleans Hornets (von Dallas via Washington)                       | Kentucky (Sr.)           |
| 47  | Kevin Murphy              | SG       | Vereinigte Staaten | Utah Jazz                                                             | Tennessee Tech (Sr.)     |
| 48  | Konstantinos Papanikolaou | SF       | Griechenland       | New York Knicks                                                       | Olympiakos Piräus        |
| 49  | Kyle O’Quinn              | PF/C     | Vereinigte Staaten | Orlando Magic                                                         | Norfolk State (Sr.)      |
| 50  | İzzet Türkyılmaz          | PF       | Türkei             | Denver Nuggets                                                        | Banvit BK                |
| 51  | Kris Joseph               | SF       | Kanada             | Boston Celtics                                                        | Syracuse (Sr.)           |
| 52  | Ognjen Kuzmić             | C        | Serbien            | Golden State Warriors (von Atlanta)                                   | CB Axarquía              |
| 53  | Furkan Aldemir            | PF       | Türkei             | Los Angeles Clippers                                                  | Galatasaray Medical Park |
| 54  | Tornike Schengelia        | PF       | Georgien           | Philadelphia 76ers (von Memphis nach Brooklyn)                        | Spirou BC Charleroi      |
| 55  | Darius Johnson-Odom       | SG       | Vereinigte Staaten | Dallas Mavericks (von L.A. Lakers zurück zu den L.A. Lakers getradet) | Marquette (Sr.)          |
| 56  | Tomislav Zubčić           | SF       | Kroatien           | Toronto Raptors (von Indiana)                                         | KK Cibona Zagreb         |
| 57  | İlkan Karaman             | PF       | Türkei             | Brooklyn Nets (von Miami)                                             | Pınar Karşıyaka          |
| 58  | Robbie Hummel             | PF       | Vereinigte Staaten | Minnesota Timberwolves (von Oklahoma City)                            | Purdue (Sr.)             |
| 59  | Marcus Denmon             | SG       | Vereinigte Staaten | San Antonio Spurs                                                     | Missouri (Sr.)           |
| 60  | Robert Sacre              | C        | Kanada             | Los Angeles Lakers (von Chicago via Brooklyn)                         | Gonzaga (Sr.)            |

## Ungedraftete Spieler
- Kent Bazemore, Old Dominion University
- Jorge Gutiérrez, University of California
- Chris Johnson, University of Dayton
- Toure' Murry, Wichita State University
- Henry Sims, Georgetown University
- Hollis Thompson, Georgetown University

## Belege
1. ↑  New Orleans Hornets win NBA Draftlottery
2. ↑  Laut Artikel X, Absatz 1c des 2005 NBA Collective Bargaining Agreement (Memento vom 23. Januar 2012 auf WebCite) (PDF; 79 kB)
3. ↑  UK’s Anthony Davis, Michael Kidd-Gilchrist make history by going one-two in NBA draft. 28. Juni 2021, archiviert vom Original (nicht mehr online verfügbar) am 9. Februar 2013 (englisch).